# Erich Hoffmann (Mediziner)

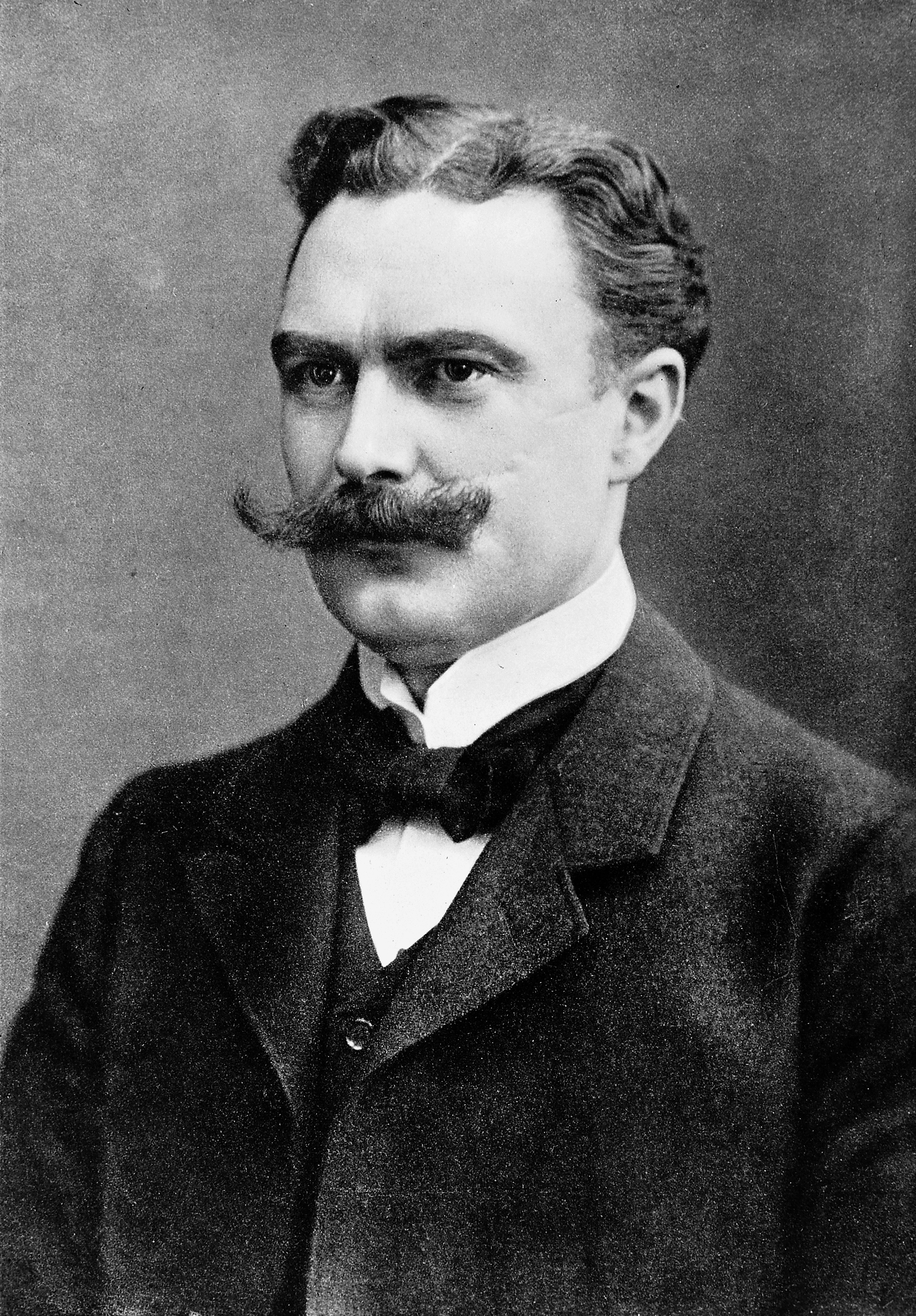
Erich Hoffmann

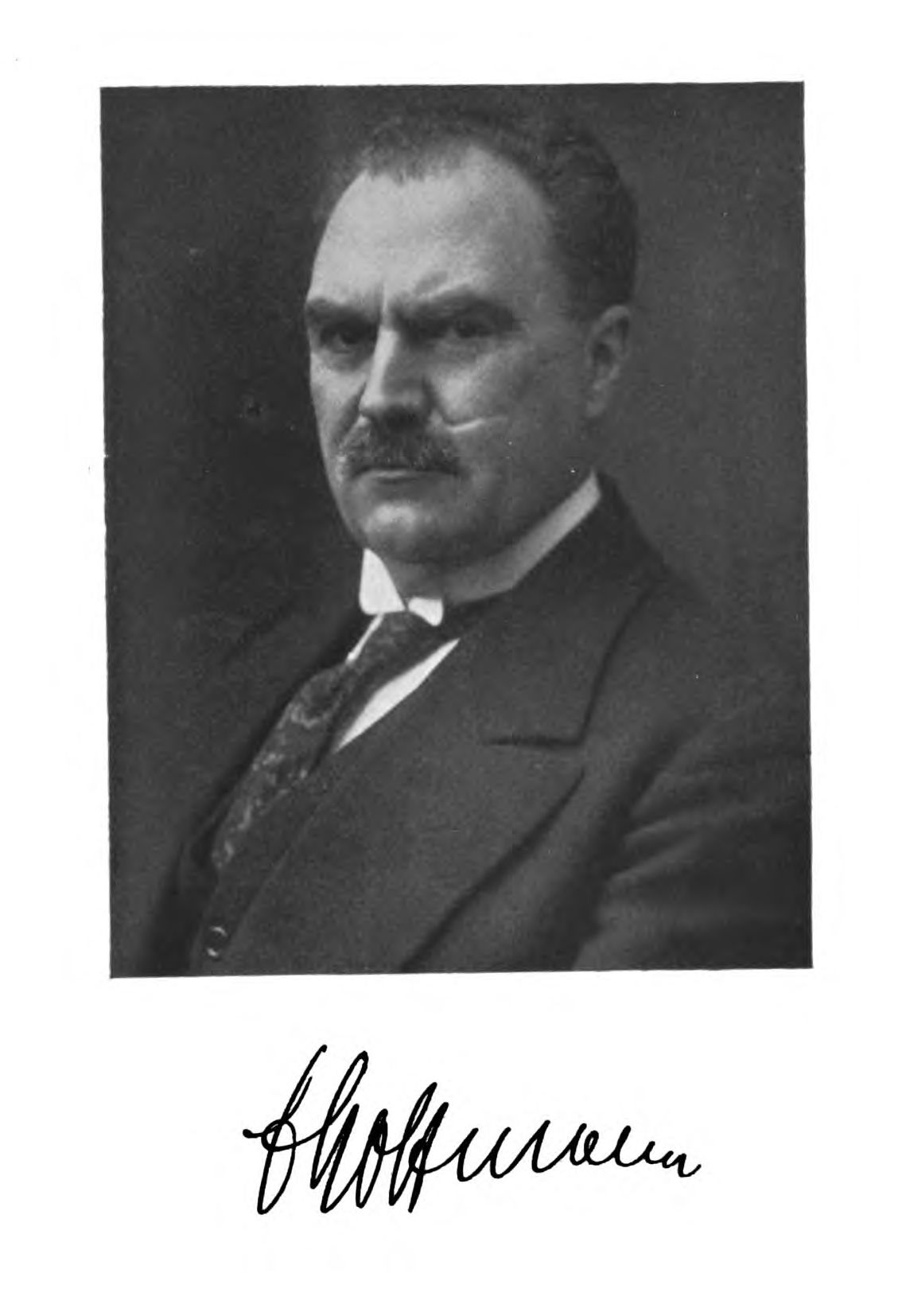
Der Dermatologe / Hautarzt Erich Hoffmann im Alter von ca. 60 Jahren (1928), aus dem Jubiläumsband der Dermatologischen Zeitschrift (Band 53.1928) zum 60. Geburtstag Hoffmanns

Erich Hoffmann (* 25. April 1868 in Witzmitz, Pommern; † 8. Mai 1959 in Bonn, Nordrhein-Westfalen) war ein deutscher Dermatologe. Er erfand die Leuchtbildmethode in der Mikroskopie und war Mitentdecker von „Spirochaeta pallida“' als Ursache der Syphilis.

## Leben
Erich Hoffmann wurde als Sohn eines Pfarrers in Witzmitz geboren, studierte Medizin von 1887 bis 1893 an der Berliner Kaiser-Wilhelm-Akademie und wurde dort 1892 promoviert. Danach arbeitete er als Militärarzt an der Hautklinik der Charité.
Hoffmann entdeckte zusammen mit Fritz Schaudinn 1905 am Berliner Klinikum Charité den Syphilis-Erreger Spirochaeta pallida (heute Treponema pallidum).
1908 wurde Hoffmann Professor an der Universität Halle. Von 1910 bis 1934 war er als Nachfolger von Joseph Doutrelepont an der Universität Bonn, seit 1918 als ordentlicher Professor und Direktor der Klinik und Poliklinik für Hautkrankheiten. An diesen Universitäten hielt er Vorlesungen und bekleidete höchste Positionen. Im Jahr 1933 wurde er zum Mitglied der Leopoldina gewählt.
Hoffmann erklärte sich dazu bereit, Eva Glees als Doktorandin anzunehmen, nachdem diese im November 1933 ihr Staatsexamen bestanden und sich trotz der Anfeindungen für die nachfolgende Promotion auf die Suche nach einem Doktorvater begeben hatte – zunächst ohne Erfolg, da kein Professor eine jüdische Doktorandin annehmen wollte: „Er war sehr deutschnational, aber auch sehr mutig.“ Wegen seiner Gegnerschaft zum NS-Regime wurde Hoffmann 1934 aus dem Staatsdienst entlassen. In einer Vorlesung hatte er geäußert, ein Jude im weißen Kittel sei ihm lieber als ein Nazi im braunen Rock.
Nach seiner Emeritierung war Hoffmann an der Stiftung Georg-Speyer-Haus in Frankfurt am Main tätig.
Während der Zeit des Nationalsozialismus lebte Hoffmann außerhalb Deutschlands, kehrte jedoch nach Bonn zurück, wo er ein Labor aufbaute.

## Ehrungen
- 1953: Großes Verdienstkreuz der Bundesrepublik Deutschland
- 1978: In Bonn wird eine Straße nach ihm benannt.[4]

## Schriften
- Ätiologie der Syphilis. Springer, Berlin 1906.
- Atlas der ätiologischen und experimentellen Syphilisforschung. Springer, Berlin 1908. Digitalisat
- Ein Fall von Aortenruptur. Leipzig 1908.
- Fortschritte in der Erkennung und Behandlung der Syphilis. Dauererfolge der kombinierten Quecksilber-Salvarsanbehandlung. Bonn 1913.
- Die Behandlung der Syphilis mit kurzer Diagnostik. Marcus & Weber, Berlin 1937 Voransicht bei Google Books (Vollversion über Universitätsbibliotheken)
- Die Behandlung der Haut- und Geschlechtskrankheiten mit kurzer Diagnostik.
  - 5., stark vermehrte Auflage. Walter de Gruyter & Co., Berlin 1930 Voransicht bei Google Books (Vollversion über Universitätsbibliotheken)
  - 8., völlig neubearbeitete und stark vermehrte Auflage ebenda 1943 (Vollversion über Universitätsbibliotheken)
  - 10. Auflage: Marcus und Weber, Berlin 1948 (Vollversion über Universitätsbibliotheken)
- Lebenserinnerungen aus einer Wendezeit der Heilkunde. Band 1: Wollen und Schaffen: 1868–1932. Schmorl & von Seefeld Nachf., Hannover 1948.
- Lebenserinnerungen aus einer Wendezeit der Heilkunde. Band 2: Ringen um Vollendung: 1933–1946. Schmorl & von Seefeld Nachf., Hannover 1949.

- Band 53.1928 der Dermatologischen Zeitschrift war eine Festschrift zum 60. Geburtstag Hoffmanns